# Chāh-e Zūl
Chāh-e Zūl (persiska: چاه زول) är en ort i Iran.   Den ligger i provinsen Khorasan, i den östra delen av landet, 800 km öster om huvudstaden Teheran. Chāh-e Zūl ligger 671 meter över havet och antalet invånare är 887.
Terrängen runt Chāh-e Zūl är platt.Runt Chāh-e Zūl är det glesbefolkat, med 11 invånare per kvadratkilometer. Chāh-e Zūl är det största samhället i trakten. Trakten runt Chāh-e Zūl är ofruktbar med lite eller ingen växtlighet.